# Gerardo Jiménez
Gerardo Jiménez (Monterrey, Nuevo León; 2 de enero de 1966) es un exfutbolista mexicano que ahora ejerce como coordinador del programa de fútbol en la Universidad de Monterrey (UDEM). Ha sido coordinador de fuerzas básicas de Xolos de Tijuana, además de haber dirigido en primera división con Rayados de Monterrey.
Dirigió a jugadores que tuvieron una exitosa carrera en primera división como Jonathan Orozco, Jesús E. Zavala, Severo Meza, William Paredes, entre muchos otros canteranos Rayados que tuvieron una destacada carrera por la máxima categoría del fútbol mexicano. Es, sin embargo, recordado por su papel en el escándalo de los cachirules de 1988, cuando participó en el Torneo Sub-20 de la Concacaf 1988 en Guatemala.

## Carrera como jugador
Debutó en 1986 y jugaría con las playeras del Monterrey, Tampico Madero y Coyotes de Saltillo donde jugaría hasta su retiro en 1998.

## Carrera como técnico

### Rayados "A"
Debutó como director técnico en la Liga de Ascenso mexicana con el equipo filial del Monterrey en sustitución del técnico Héctor Becerra, en ese equipo consiguió ir a la liguilla del Clausura 2006 con 29 puntos, venciendo al Tampico Madero en el Repechaje, pero para su mala fortuna fue eliminado en los cuartos de final por el equipo de Correcaminos de la UAT. 
Después vendrían los fracasos en sus últimos dos torneos donde solo pudo llegar a 20 puntos en cada uno.

### Rayados del Monterrey
Pronto le llegó la oportunidad de mostrarse como director técnico del primer equipo en calidad de interino y sustituyendo a Miguel Herrera que había tenido malos resultados, sin embargo el interinato duró muy poco ya que pronto fue sustituido por Isaac Mizrahi.

### Regreso a la Primera "A"
Después de su breve paso por el primer equipo, regresó a dirigir al filial, aunque los resultados no le acompañaron y al poco tiempo fue cesado.

## Palmarés

### Como jugador
| Título                     | Club      | País           | Año  |
| -------------------------- | --------- | -------------- | ---- |
| Torneo México 86           | Monterrey | México         | 1986 |
| Copa México                | Monterrey | México         | 1992 |
| Recopa de la Concacaf 1993 | Monterrey | Estados Unidos | 1993 |